# Politikåret 1840

## Händelser
- 6 februari - Tillförordnade Claes Ulrik Nerman efterträder Mathias Rosenblad som Sveriges justitiestatsminister.[1]
- 28 mars - Arvid Mauritz Posse efterträder tillförordnade Claes Ulrik Nerman som Sveriges justitiestatsminister.[1]
- 16 maj - Departementalreformen införs i Sverige.[2]
- 5 september - Tillförordnade Albrecht Elof Ihre efterträder Gustaf Algernon Stierneld som Sveriges utrikesstatsminister, medan Carl Petter Törnebladh blir justitiestatsminister.[1]

### Fotnoter
1. 1 2 3  ”Sweden” (på engelska). World Statesmen. http://www.worldstatesmen.org/Sweden.html. Läst 30 juli 2015.
2. ↑  ”Inledning”. http://arkis2dok.ra.se/ra/1201/1201.01_Justitie_Huvudarkiv_Inledning.pdf. Läst 29 juli 2015.